# Ring of Elysium
Ring of Elysium (en chino: 无限法则) fue un videojuego de battle royale multijugador en línea gratuito desarrollado por Aurora Studio y publicado por TCH Scarlet Limited, una subsidiaria de Tencent Games, y estuvo disponible para descargar de forma gratuita en Steam, DMM y Garena. En Norteamérica, Europa y partes de Asia, se lanzó en Steam el 19 de septiembre de 2018 como un juego gratuito de acceso anticipado en los servidores norteamericanos y el 25 de noviembre de 2018 en los servidores europeos.

## Trama
Ring of Elysium se basa en gran medida en su estilo narrativo y su profunda tradición que conecta todo lo que sucede en el juego cada temporada. Cada temporada continúa la historia y agrega 3 nuevos personajes al juego, cada uno con sus propias historias y conexiones con los eventos que tienen lugar. En la Temporada 1, los jugadores son introducidos a las montañas nevadas del Monte Dione, ya que deben luchar hasta la muerte hasta que 4 puedan escapar de la desastrosa tormenta de nieve Ymir. En la temporada 2, los jugadores se introducen en la isla de Europa y, una vez más, luchan por una supervivencia garantizada mientras intentan escapar de una erupción volcánica y las cenizas que descienden por el mapa.

### Temporada 1: Arctic Survival
La historia comienza con la introducción de tres personajes del universo Elysium: Lynn, Hikage y Gavin. En el partido clásico, 60 personas quedan atrapadas en un mapa basado en la montaña nevada "Mt. Dione", asaltadas por una desastrosa tormenta de nieve Ymir. La salida es un vuelo de rescate que solo puede salvar hasta cuatro personas. Los supervivientes deben adelantarse a la tormenta que se aproxima mientras eliminan a los competidores. Los jugadores están equipados con una tabla de snowboard, equipo de escalada o un ala delta para atravesar el terreno nevado y adaptarse a peleas y otras situaciones intensas.

### Temporada 2: Paradise Falls
La historia continúa con tres nuevos personajes en la temporada 2: Bradley, Sylvia y Alfonso. 60 personas están atrapadas en una isla tropical y los jugadores deben escapar de una nube de ceniza volcánica que envuelve el área Isla Europa. Un helicóptero de rescate llegará a la zona segura final para rescatar a cuatro jugadores; el tiempo es crítico, ya que la erupción del flujo piroclástico es inminente. Los partidos clásicos en la Isla Europa comienzan con una selección de tres modos transversales, el Hang Glider, BMX Bike y Grappling Hook, los jugadores tienen que usar las 3 opciones y sobrevivir al volcán. cenizas y lucha contra otros jugadores por sobrevivir mientras vigilas los gases tóxicos y las cenizas del volcán. A medida que avanza el partido y no mantenerse alejado de la tormenta de cenizas, se produce una muerte rápida y dolorosa a causa de los gases tóxicos.

### Temporada 3: Storm The Europa
La historia continúa y otros tres personajes ingresan al Universo Elysium: el Capitán Fokke, Elliot y Saki. El juego central sigue siendo el mismo, con la adición de un barco pirata que hace que las cosas sean interesantes. Durante cada ronda, después de que el sistema meteorológico dinámico de ROE [Ring Of Elysium] entrara en modo "Typhoon", aparece un barco pirata maldito en el mapa. Mientras el barco se mueve, las cajas de botín (barriles piratas) se lanzan continuamente fuera del barco como una fuente adicional de botín de alto nivel o nuevos elementos tácticos como un DPV. Más adelante en la temporada, se agregaron al juego la búsqueda de tesoros submarinos y la exploración de las ruinas secretas de una antigua civilización que se encuentra en las profundidades de las aguas alrededor de la isla de Europa.

## Desarrollo
Ring of Elysium es un nuevo desarrollo de un juego anterior llamado Europa. El juego está desarrollado con el motor QuickSilverX de Tencent Games.
El juego se sometió a una fase de prueba de beta cerrada en Garena Launcher que estaba programado para finalizar el 10 de julio de 2018 para su servidor de Tailandia, y el 4 de junio de 2018 para su servidor de Indonesia.
El juego se lanzó a Steam para acceso anticipado en Norteamérica el 19 de septiembre de 2018, continuando con el 20 de septiembre de 2018 para Asia y el 25 de septiembre de 2018 para Europa.

## Asuntos legales
En enero de 2019, una modelo llamada Mei Yan publicó en su cuenta de Twitter sobre el juego usando su imagen sin permiso, junto con imágenes que mostraban las similitudes entre las imágenes promocionales del personaje y una publicación de 2015 en el Instagram de Yan. El personaje se eliminó poco después, aunque posiblemente solo debido al final de la temporada 1.

## Cancelación
El 1º de septiembre de 2023 fue anunciado que el juego sería cerrado definitivamente, lo que se hizo efectivo el 1º de Diciembre de ese año.  No se dio un motivo por la cancelación pero la base de jugadores había bajado de 52.000 jugadores diarios a menos de 400.